# リパルタ・クレマスカ
リパルタ・クレマスカ（伊: Ripalta Cremasca）は、イタリア共和国ロンバルディア州クレモナ県にある、人口約3,400人の基礎自治体（コムーネ）。

## 地理

### 位置・広がり

#### 隣接コムーネ
隣接するコムーネは以下の通り。
- カペルニャーニカ
- クレデーラ・ルッビアーノ
- クレーマ
- マディニャーノ
- モスカッツァーノ
- リパルタ・アルピーナ
- リパルタ・グエリーナ

### 気候分類・地震分類
気候分類では、zona E, 2474 GGに分類される。
また、イタリアの地震リスク階級 (it) では、zona 3 (sismicità bassa) に分類される。

## 行政

### 分離集落
リパルタ・クレマスカには、以下の分離集落（フラツィオーネ）がある。
- Bolzone, Ripalta Nuova (sede comunale), San Michele, Zappello